# Phytomyza virosae
Phytomyza virosae är en tvåvingeart som beskrevs av Pakalniskis 2000. Phytomyza virosae ingår i släktet Phytomyza och familjen minerarflugor.
Artens utbredningsområde är Litauen. Arten har ej påträffats i Sverige. Inga underarter finns listade i Catalogue of Life.